# Лекарственные формы с модифицированным высвобождением
Лекарственные формы с модифицированным высвобождением — это механизм, который (в отличие от лекарственных форм немедленного высвобождения) обеспечивает доставку лекарственного препарата с задержкой после его введения (лекарственная форма с отсроченным высвобождением), или в течение продолжительного периода времени (лекарственная форма с пролонгированным высвобождением [ER, XR, XL]), или к определённой мишени в организме (лекарственная форма с направленным высвобождением).
Лекарственные формы с пролонгированным (замедленным) высвобождением — это лекарственные формы, разработанные для высвобождения (высвобождения) лекарственного вещества с заранее определённой скоростью с целью поддержания постоянной концентрации лекарства в течение определённого периода времени с минимальными побочными эффектами. Это может быть достигнуто с помощью различных составов, включая липосомы и конъюгаты лекарство-полимер (примером являются гидрогели). Определение пролонгированного высвобождения больше похоже на «контролируемое высвобождение», чем на «поддерживаемое».
Лекарственные формы с пролонгированным высвобождением включают либо лекарственные формы с пролонгированным действием (SR), либо с контролируемым высвобождением (CR). SR обеспечивает высвобождение лекарства в течение длительного периода, но не с постоянной скоростью. CR обеспечивает высвобождение лекарства в течение длительного периода с почти постоянной скоростью.
Иногда эти и другие термины рассматриваются как синонимы, однако Управление по санитарному надзору за качеством пищевых продуктов и медикаментов США (FDA) определило большинство из них как различные понятия. Иногда используется термин «депо-таблетка» по аналогии с термином для инъекционной формы препарата, которая высвобождается медленно с течением времени, но этот термин не является медицинским или фармацевтическим стандартом для пероральных препаратов.
Лекарственные формы с модифицированным высвобождением и их варианты представляют собой механизмы, используемые в таблетках (пилюлях) и капсулах для растворения лекарственного вещества с течением времени, чтобы оно высвобождалось в кровоток медленнее и более равномерно, при этом имея преимущество более редкого приёма по сравнению с лекарственными формами немедленного высвобождения (IR) того же препарата. Например, морфин пролонгированного действия для перорального приёма может позволить некоторым пациентам с хронической болью принимать всего 1–2 таблетки в день, вместо необходимости повторного приёма каждые 4–6 часов, что типично для таблеток морфина стандартного высвобождения.
Чаще всего это относится к зависимому от времени высвобождению в пероральных лекарственных формах. Высвобождение по времени имеет несколько различных вариантов, таких как пролонгированное высвобождение, когда предполагается длительное высвобождение, пульсирующее высвобождение, отсроченное высвобождение (например, для воздействия на различные отделы ЖКТ) и т. д. Отличительной особенностью контролируемого высвобождения является то, что оно не только продлевает действие, но и пытается поддерживать уровень лекарства в терапевтическом окне, чтобы избежать потенциально опасных пиков концентрации лекарства после приёма внутрь или инъекции и максимизировать терапевтическую эффективность.
Помимо таблеток, этот механизм может применяться также к капсулам и инъекционным носителям лекарственных средств (которые часто имеют дополнительную функцию высвобождения), формы лекарств с контролируемым высвобождением включают гели, имплантаты и устройства (например, вагинальное кольцо и контрацептивный имплантат) и трансдермальные пластыри.
Примеры применения в косметике, средствах личной гигиены и пищевой промышленности часто связаны с высвобождением запаха или вкуса.
Научное и промышленное сообщество, занимающееся технологиями высвобождения, представлено Обществом контролируемого высвобождения (Controlled Release Society, CRS). CRS является всемирным обществом по науке и технологиям доставки. CRS объединяет более 1600 членов из более чем 50 стран. Две трети членов CRS представляют промышленность, а одна треть — академические круги и правительственные организации. CRS связано с научными журналами «Journal of Controlled Release» и «Drug Delivery and Translational Research».

## Список сокращений
Общепринятого отраслевого стандарта для этих сокращений не существует, и путаница, а также неверное прочтение иногда приводили к ошибкам при назначении препаратов. Необходим чёткий почерк. Для некоторых лекарств с несколькими лекарственными формами рекомендуется указывать значение в скобках.
| Сокращение | Значение                                                                         | Примечания                                             |
| ---------- | -------------------------------------------------------------------------------- | ------------------------------------------------------ |
| CD         | Контролируемая доставка (Controlled Delivery)                                    |                                                        |
| CR         | Контролируемое высвобождение (Controlled Release)                                |                                                        |
| CC         | Непрерывный контроль, Постоянный контроль (Continuous Control, Constant Control) |                                                        |
| DR         | Отсроченное высвобождение (Delayed Release)                                      |                                                        |
| ER         | Пролонгированное высвобождение (Extended Release)                                |                                                        |
| IR         | Немедленное высвобождение (Immediate Release)                                    |                                                        |
| ID         | Начальное депо (Initial Depot)                                                   |                                                        |
| LA         | Длительного действия (Long-Acting)                                               |                                                        |
| LAR        | Высвобождение длительного действия (Long-Acting Release)                         |                                                        |
| MR         | Модифицированное высвобождение (Modified Release)                                |                                                        |
| PR         | Продлённое высвобождение (Prolonged Release)                                     |                                                        |
| SA         | Пролонгированное действие (Sustained Action)                                     | Двусмысленно, иногда может означать короткодействующий |
| SR         | Пролонгированное (замедленное) высвобождение (Sustained Release)                 |                                                        |
| TR         | Высвобождение по времени (Timed Release)                                         |                                                        |
| XL         | Сверхдлительного действия (Extra Long)                                           |                                                        |
| XR         | Пролонгированное/Сверхдлительное высвобождение (Extended/Extra Release)          |                                                        |
| XT         | Пролонгированное/Сверхдлительное время (Extended/Extra Time)                     |                                                        |
| LS         | Меньшая/Низкая дозировка (Lesser/Lower Strength)                                 |                                                        |
| DS         | Двойная дозировка (Double Strength)                                              |                                                        |
| DA         | Двойное действие (Double Action)                                                 |                                                        |
| ES         | Повышенная дозировка (Extra Strength)                                            |                                                        |
| XS         | Повышенная дозировка (Extra Strength)                                            |                                                        |

Некоторые другие сокращения схожи с этими (в том смысле, что они могут служить суффиксами), но относятся к дозе, а не к скорости высвобождения. К ним относятся ES и XS (Extra Strength — повышенная сила действия).

## Методы
Сегодня большинство лекарств с пролонгированным высвобождением формулируются таким образом, что активный ингредиент внедрён в матрицу из нерастворимого(-ых) вещества(-в) (различных: некоторые акрилаты, даже хитин; эти вещества часто запатентованы), так что растворяющееся лекарство должно найти выход через поры.
В некоторых SR-формах лекарство растворяется в матрице, и матрица физически набухает, образуя гель, позволяя лекарству выходить через внешнюю поверхность геля.
Микрокапсулирование также считается более совершенной технологией для получения сложных профилей растворения. Путём нанесения покрытия из активного фармацевтического ингредиента вокруг инертного ядра и наслаивания его нерастворимыми веществами для образования микросферы можно получить более стабильные и воспроизводимые скорости растворения в удобном формате, который можно смешивать и сочетать с другими фармацевтическими ингредиентами немедленного высвобождения в любой двухсекционной желатиновой капсуле.
Существуют определённые соображения при создании лекарственных форм с пролонгированным высвобождением:
- Если фармакологическая активность активного соединения не связана с его уровнем в крови, высвобождение по времени не имеет смысла, за исключением некоторых случаев, таких как бупропион, для снижения возможных побочных эффектов.
- Если всасывание активного соединения включает активный транспорт, разработка продукта с высвобождением по времени может быть проблематичной.

Биологический период полувыведения лекарства относится к его элиминации из кровотока, которая может быть вызвана метаболизмом, выведением с мочой и другими формами экскреции. Если активное соединение имеет длительный период полувыведения (более 6 часов), оно само по себе является пролонгированным. Если активное соединение имеет короткий период полувыведения, потребуется большое его количество для поддержания пролонгированной эффективной дозы. В этом случае необходимо широкое терапевтическое окно, чтобы избежать токсичности; в противном случае риск неоправдан, и рекомендуется другой способ введения. Подходящие периоды полувыведения для применения методов пролонгированного высвобождения обычно составляют 3–4 часа, а доза лекарства более 0,5 грамма слишком высока.
Терапевтический индекс также влияет на то, можно ли использовать лекарство в качестве препарата с высвобождением по времени. Лекарство с узким терапевтическим диапазоном или малым терапевтическим индексом будет признано непригодным для механизма пролонгированного высвобождения отчасти из-за опасения резкого высвобождения дозы, которое может оказаться фатальным в упомянутых условиях. Для лекарства, предназначенного для высвобождения с течением времени, цель состоит в том, чтобы оставаться в терапевтическом диапазоне столько, сколько необходимо.
Существует множество различных методов для достижения пролонгированного высвобождения.

### Диффузионные системы
Скорость высвобождения в диффузионных системах зависит от скорости, с которой лекарство диффундирует через барьер, обычно представляющий собой тип полимера. Диффузионные системы можно разделить на две подкатегории: резервуарные устройства и матричные устройства.
- Резервуарные устройства покрывают лекарство полимерами, и для того, чтобы резервуарные устройства обладали эффектом пролонгированного высвобождения, полимер не должен растворяться и должен позволять лекарству высвобождаться путём диффузии[3]. Скорость высвобождения резервуарных устройств можно изменять, меняя полимер, и возможно достичь высвобождения нулевого порядка; однако лекарства с более высокой молекулярной массой испытывают трудности с диффузией через мембрану[7][8].
- Матричные устройства образуют матрицу (лекарство(а), смешанное(ые) с гелеобразующим агентом)[9], в которой лекарство растворено/диспергировано[8]. Лекарство обычно диспергировано в полимере, а затем высвобождается путём диффузии. Однако, чтобы сделать лекарство SR в этом устройстве, скорость растворения лекарства в матрице должна быть выше, чем скорость его высвобождения. Матричное устройство не может обеспечить высвобождение нулевого порядка, но могут использоваться молекулы с более высокой молекулярной массой[7]. Диффузионное матричное устройство также, как правило, проще в производстве и защите от изменений в желудочно-кишечном тракте, но такие факторы, как пища, могут влиять на скорость высвобождения[6].

### Системы, основанные на растворении
В системах, основанных на растворении, система должна растворяться медленно, чтобы лекарство обладало свойствами пролонгированного высвобождения, что может быть достигнуто с помощью подходящих солей и/или производных, а также путём покрытия лекарства растворяющимся материалом. Этот метод используется для лекарственных соединений с высокой растворимостью в воде. Когда лекарство покрыто медленно растворяющейся оболочкой, оно в конечном итоге высвободит лекарство. Вместо диффузии высвобождение лекарства зависит от растворимости и толщины покрытия. Из-за этого механизма растворение будет фактором, ограничивающим скорость высвобождения лекарства. Системы, основанные на растворении, можно разделить на подкатегории, называемые резервуарными устройствами и матричными устройствами.
- Резервуарное устройство покрывает лекарство подходящим материалом, который будет медленно растворяться. Его также можно использовать для введения гранул группой с различной толщиной покрытия, что обеспечит многократное высвобождение лекарства, создавая эффект SR[6].
- В матричном устройстве лекарство находится в матрице, и растворяется сама матрица, а не покрытие. Оно может быть представлено в виде сфер, пропитанных лекарством, или таблеток, пропитанных лекарством[6].

### Осмотические системы

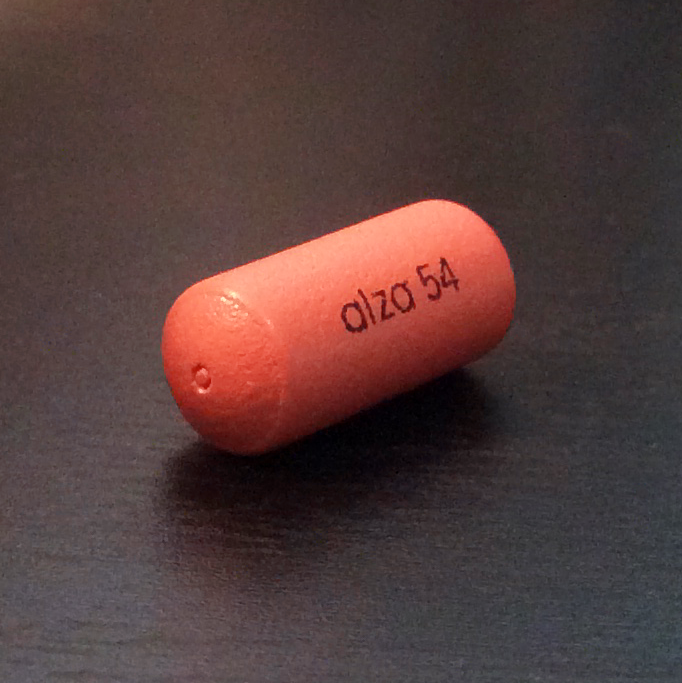
Таблетка Концерты 54 мг, использующая технологию OROS.

Пероральные осмотические системы контролируемой доставки лекарств (OROS) имеют форму жёсткой таблетки с полупроницаемой внешней мембраной и одним или несколькими небольшими отверстиями, просверленными лазером. По мере того как таблетка проходит через тело, вода всасывается через полупроницаемую мембрану посредством осмоса, и возникающее осмотическое давление используется для выталкивания активного лекарства через отверстие(я) в таблетке. OROS является зарегистрированным товарным знаком, принадлежащим ALZA Corporation, которая впервые применила осмотические насосы для пероральной доставки лекарств.
Осмотические системы высвобождения имеют ряд существенных преимуществ перед другими механизмами контролируемого высвобождения. На них значительно меньше влияют такие факторы, как pH, приём пищи, моторика ЖКТ и различные условия кишечной среды. Использование осмотического насоса для доставки лекарств имеет дополнительные неотъемлемые преимущества в отношении контроля над скоростью доставки лекарств. Это позволяет гораздо точнее доставлять лекарство в течение длительного периода времени, что приводит к гораздо более предсказуемой фармакокинетике. Однако осмотические системы высвобождения относительно сложны, их несколько трудно производить, и они могут вызывать раздражение или даже закупорку ЖКТ из-за длительного высвобождения раздражающих лекарств из недеформируемой таблетки.

### Ионообменные смолы
В ионообменном методе смолы представляют собой сшитые водонерастворимые полимеры, содержащие ионогенные функциональные группы, которые образуют повторяющийся рисунок полимеров, создавая полимерную цепь. Лекарство присоединяется к смоле и высвобождается при соответствующем взаимодействии ионов и ионообменных групп. Площадь и продолжительность высвобождения лекарства, а также количество поперечных связей полимеров определяют скорость высвобождения лекарства, обусловливая эффект SR.

### Плавающие системы
Плавающая система — это система, которая плавает на поверхности желудочного содержимого из-за низкой плотности. Плотность желудочного содержимого составляет около 1 г/мл; таким образом, вводимое лекарство/таблетка должны иметь меньшую плотность. Плавучесть позволит системе всплыть на поверхность желудка и высвобождаться с более медленной скоростью, не беспокоясь о её выведении. Эта система требует наличия достаточного количества желудочного содержимого, а также пищи. Многие типы лекарственных форм используют этот метод, такие как порошки, капсулы и таблетки.

### Биоадгезивные системы
Биоадгезивные системы обычно предназначены для прилипания к слизи и могут быть предпочтительны для взаимодействий в полости рта из-за высокого уровня слизи в этой области, но не так просты для других областей. К лекарству могут быть добавлены магнитные материалы, чтобы другой магнит мог удерживать его снаружи тела, помогая удерживать систему на месте. Однако у этой системы низкая комплаентность пациентов.

### Матричные системы
Матричная система представляет собой смесь материалов с лекарством, которая замедляет высвобождение лекарства. Однако эта система имеет несколько подкатегорий: гидрофобные матрицы, липидные матрицы, гидрофильные матрицы, биоразлагаемые матрицы и минеральные матрицы.
- Гидрофобная матрица — это лекарство, смешанное с гидрофобным полимером. Это вызывает SR, потому что лекарство после растворения должно будет высвобождаться, проходя через каналы, образованные гидрофильным полимером[3].
- Гидрофильная матрица возвращает нас к ранее обсуждавшейся матрице, где матрица представляет собой смесь лекарства или лекарств с гелеобразующим агентом[3]. Эта система пользуется популярностью из-за её стоимости и широкого регуляторного признания. Используемые полимеры можно разделить на категории: производные целлюлозы, нецеллюлозные природные полимеры и полимеры акриловой кислоты[20].
- Липидная матрица использует воск или аналогичные материалы. Высвобождение лекарства происходит путём диффузии через воск и его эрозии и, как правило, чувствительно к пищеварительным сокам[3].
- Биоразлагаемые матрицы изготавливаются из нестабильных, связанных мономеров, которые будут разрушаться биологическими соединениями, такими как ферменты и белки[3].
- Минеральная матрица, что обычно означает, что используемые полимеры получены из морских водорослей[3].

### Высвобождение, индуцируемое стимулами
Примеры стимулов, которые могут использоваться для высвобождения, включают pH, ферменты, свет, магнитные поля, температуру, ультразвук, осмос, силы клеточной тракции, а также электронное управление МЭМС и НЭМС.
Сферические гидрогели микронного размера (диаметром 50-600 мкм) с трёхмерной сшитой полимерной структурой могут использоваться в качестве носителя лекарств для контроля высвобождения препарата. Эти гидрогели называются микрогелями. Они могут иметь отрицательный заряд, как, например, DC-гранулы. Посредством ионообменного механизма большое количество противоположно заряженных амфифильных лекарств может быть загружено внутрь этих микрогелей. Затем высвобождение этих лекарств может контролироваться специфическим пусковым фактором, таким как pH, ионная сила или температура.

## Деление таблеток

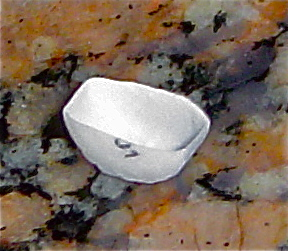
Пустая половинка оболочки разделенной таблетки бупропиона XL 150 мг производства Anchen Pharmaceuticals, замоченной в воде на ночь, а затем встряхнутой.

Некоторые лекарственные формы с пролонгированным высвобождением не работают должным образом при делении, например, покрытия таблеток с контролируемым высвобождением, в то время как другие формы, такие как микрокапсулированные, всё ещё работают, если находящиеся внутри микрокапсулы проглатываются целиком.
Среди медицинских информационных технологий (МИТ), которые используют фармацевты, есть инструменты безопасности лекарственных средств, помогающие управлять этой проблемой. Например, список ISMP «не измельчать» может быть внесён в систему, чтобы предупреждающие наклейки могли быть напечатаны в месте отпуска лекарств для наклеивания на флакон с таблетками.
Фармацевтические компании, которые не поставляют ряд версий таблеток с пролонгированным высвобождением в половинной и четвертной дозировке, могут затруднить пациентам постепенную отмену препаратов.

## История
Самые ранние препараты SR связаны с патентом 1938 года Исраэля Липовски, который покрывал гранулы, что привело к покрытию частиц. Наука о контролируемом высвобождении получила дальнейшее развитие с появлением большего числа пероральных продуктов с пролонгированным высвобождением в конце 1940-х и начале 1950-х годов, разработкой контролируемого высвобождения морских противообрастающих покрытий в 1950-х годах и удобрений с контролируемым высвобождением в 1970-х годах, когда было достигнуто пролонгированное и контролируемое поступление питательных веществ после однократного внесения в почву. Доставка обычно осуществляется путём растворения, деградации или дезинтеграции вспомогательного вещества, в котором сформулировано активное соединение. Кишечнорастворимое покрытие и другие технологии инкапсуляции могут дополнительно модифицировать профили высвобождения.

## Внешние ссылки
- Общество контролируемого высвобождения (Controlled Release Society)
- Общество контролируемого высвобождения Великобритании и Ирландии (United Kingdom & Ireland Controlled Release Society)
- Технология контролируемого высвобождения — 5-дневный краткий курс в MIT с профессором Робертом Лангером.